# Can Tusquets
Can Tusquets és una masia del barri de la Salut del districte de Gràcia de Barcelona, catalogada com a bé cultural d'interès local. Al costat hi ha una altra masia, inclosa a l'Inventari del Patrimoni Arquitectònic de Catalunya

## Història
Construïda el 1793 (tal com consta al rellotge de sol de la façana), va ser venuda el 1920 per Joan Tusquets i Marcet a les Germanes del Santuari de Sant Josep de la Muntanya. La façana va ser restaurada el 1992.

## Descripció
Situada en una zona enjardinada al xamfrà entre l'avinguda del Santuari de Sant Josep de la Muntanya i la Travessera de Dalt, es tracta d'un edifici aïllat consistent en una masia de planta quadrada amb planta baixa i dos pisos, amb un pati tancat al seu lateral i part posterior.
La façana principal, orientada a migdia, destaca per la seva simetria, amb tres eixos horitzontals i verticals. La planta baixa, esgrafiada amb motius que reprodueixen un carreuat isòdom amb les línies horitzontals engruixides, presenta tres obertures: una portalada d'accés al mig, una porta cotxera a la dreta (ambdues resoltes amb un arc rebaixat), i una finestra allindanada a l'esquerra, tot plegat emmarcat per carreus. A les dues plantes superiors, quatre columnes jòniques esgrafiades divideixen la façana en tres espais, reproduint una decoració neoclassicitzant. Al primer pis s'hi obren tres balconades allindanades, d'iguals dimensions, coronades per un guardapols d'obra, amb baranes de ferro forjat suportades per mènsules del mateix material. Al pis de dalt hi trobem tres balcons més petits i senzills que els suara descrits. Si bé les balconades del primer pis estan emmarcades per carreuats, els balcons del pis de dalt estan emmarcades per esgrafiats. Aquests esgrafiats són especialment rics en el frontó, rematat amb capcer ondulat d'influència barroca. El frontó està presidit per un rellotge de sol, amb l'any 1793 esgrafiat i decorat amb una orla de motius vegetals d'influència modernista. Aquests motius vegetals, en forma de garlandes, uneixen aquest rellotge amb les figures de sengles nens esgrafiats que coronen les columnes jòniques abans esmentades, i aquests amb la decoració dels balcons laterals, presidits per sengles medallons amb les inicials AT (Antoni Tusquets) inscrites.

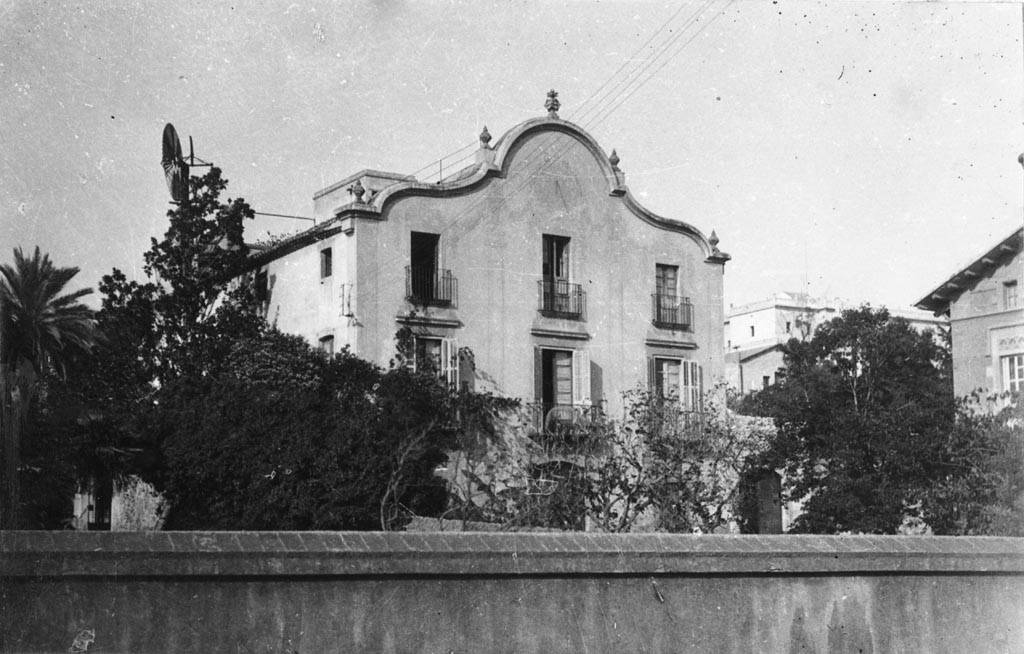
Can Tusquets el 1926

Les façanes laterals i posterior, sense decoració, combinen finestres allindanades i rematades amb arc escarser i, en una de les façanes laterals hi ha una galeria afegida. A la façana hi ha dos portals de petites dimensions que donen a un pati porxat.
La seva teulada, de teula àrab, inicialment deuria ser a doble vessant, amb el carener perpendicular a la façana principal. Actualment s'hi ha afegit una terrassa al centre i un tercer vessant a la part posterior.
En un dels menjadors hi ha pintures al fresc de l'època.

### Masia annexa

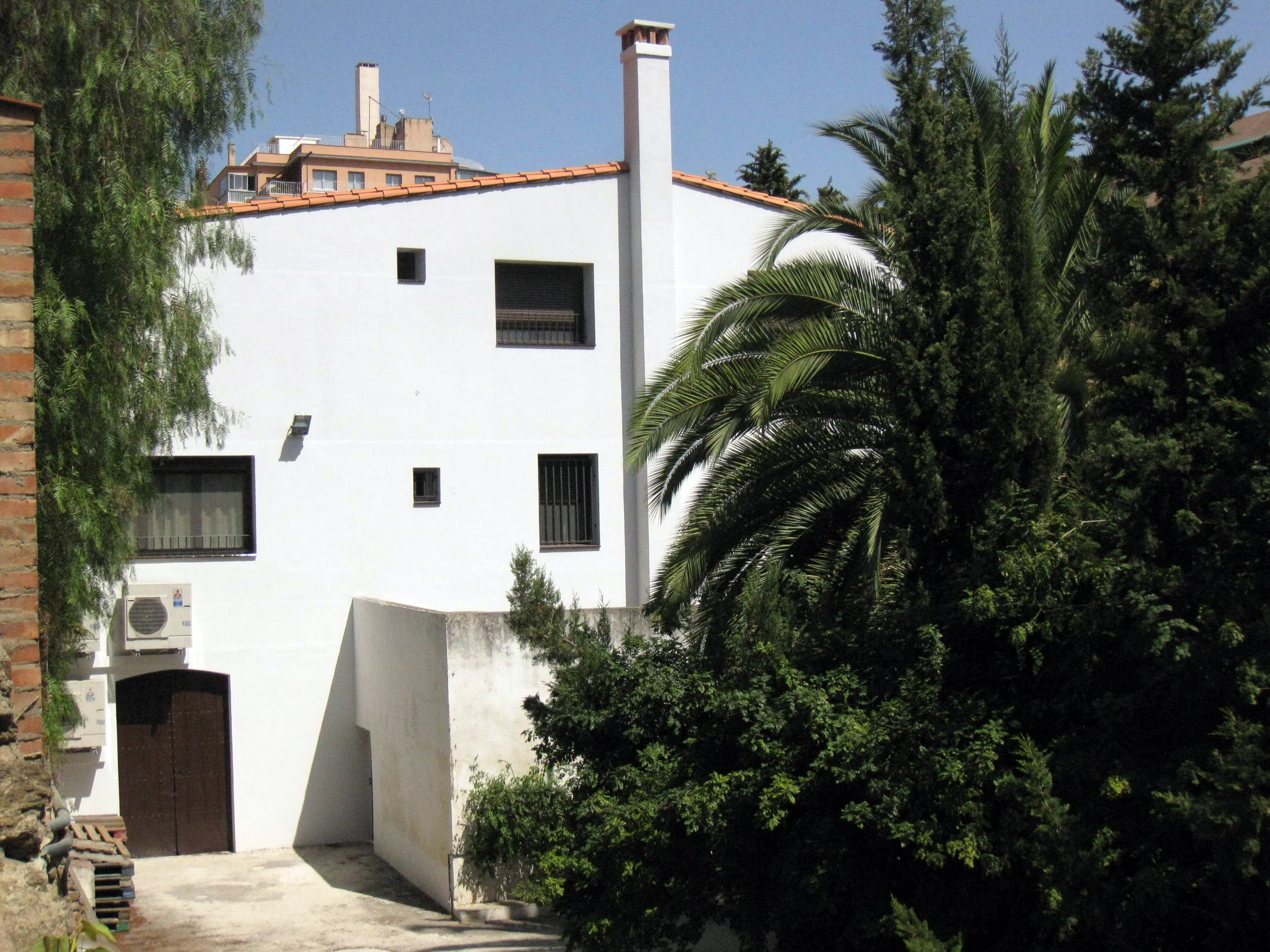
Masia annexa a Can Tusquets

Té l'aspecte d'una masia catalana moderna. A la part alta té una galeria que ocupa tota la llargada, i la teulads és a dues vessants. Està envoltada d'una tanca feta d'arbreda, i inclosa dins una zona enjardinada.